# Zafirlukast
Zafirlukast è un farmaco antiasmatico che agisce bloccando i recettori per i leucotrieni in particolare il recettore dei cisteinil-leucotrieni (CysLT).

## Farmacocinetica
Dopo somministrazione per via orale zafirlukast raggiunge la concentrazione plasmatica di picco (Cmax) entro 2-3 ore (Tmax).
L'emivita terminale di zafirlukast è approssimativamente di 10 ore. 
Non è ancora ben nota la biodisbonibilità del farmaco. Tuttavia la molecola raggiunge buoni livelli plasmatici..
La somministrazione del farmaco con un pasto standard ne aumenta la variabilità della biodisponibilità, e nella maggior parte dei casi la riduce in modo significativo (di circa il 40%).
Nell'organismo zafirlukast subisce un ampio metabolismo epatico.
I citocromi coinvolti nel metabolismo sono il CYP2C9 e in parte CYP3A4.
Studi con dosi radiomarcate hanno evidenziato che circa il 10% viene eliminato con le urine e l'89% tramite le feci. 
Nelle urine non è possibile rintracciare il farmaco in forma immodificata. I metaboliti presenti nel plasma umano sono almeno 90 volte meno potenti del composto precursore.
Zafirlukast si lega tenacemente alle proteine plasmatiche (circa per il 99%) ed in particolare all'albumina.

## Farmacodinamica
È un inibitore dei recettori dei leucotrieni, in particolare del recettore dei cisteinil-leucotrieni di tipo 1(CysLT1), nelle vie respiratorie umane.
I cisteinil-leucotrieni (LTC4, LTD4, LTE4) sono degli eicosanoidi (fattori infiammatori) rilasciati da diverse cellule, tra cui mastcellule ed eosinofili.
I leucotrieni, una volta legati ai loro specifici recettori, causano molteplici effetti che vanno dalla contrazione della muscolatura liscia bronchiale, all'edema delle vie aeree, all'aumentata secrezione di muco, all'aumentata permeabilità vascolare, al reclutamento degli eosinofili (aumento dei granulociti eosinofili nel circolo periferico e nelle vie aeree). I leucotrieni sono quindi uno dei fattori responsabili dell'attacco asmatico.
Zafirlukast, e molecole simili come il montelukast, sono antagoniste di tali recettori, funzionando cioè attraverso un meccanismo di saturazione recettoriale. Ciò significa che, legandosi ai recettori, non evocano alcuna risposta, ma impediscono meccanicamente ai ligandi fisiologici di interagirvi. I leucotrieni perciò, trovando i recettori occupati, non possono attivare la trasduzione del segnale che induce la broncocostrizione.
A dimostrazione di ciò in studi clinici sperimentali zafirlukast si è dimostrato in grado di inibire la broncocostrizione causata dall'inalazione di leucotrieni D4 (LTD4).
Zafirlukast inoltre inibisce la risposta broncocostrittiva indotta da svariati tipi di stimoli, fra cui l'inalazione di biossido di zolfo e metacolina.

## Usi clinici
Zafirlukast è indicato nella profilassi e nel trattamento cronico dell'asma bronchiale. Al contrario dei farmaci beta 2 agonisti selettivi, zafirlukast non serve per la terapia dell'attacco acuto di asma, né deve essere considerato una terapia sostitutiva dei corticosteroidi somministrati per via inalatoria. Il farmaco trova invece la propria applicazione nella prevenzione e nell'inibizione dell'insorgenza dell'asma, benché si sia dimostrato meno efficiente dei corticosteroidi assunti per via inalatoria.
Un ulteriore utilizzo si ha nei soggetti particolarmente sensibili all'azione broncocostrittrice dell'aspirina e di altri FANS, così come nel trattamento sintomatico della rinite allergica stagionale, sempre nei soggetti in cui è indicato per la terapia dell'asma.

## Effetti collaterali
| Tipi di reazioni                                 | Comuni (>1/100, <1/10)                    | Non comuni (>1/1.000, <1/100)                                                                                        | Rare (>1/10.000, <1/1.000)                | Molto rare (<1/10.000)                       | Frequenza non nota |
| ------------------------------------------------ | ----------------------------------------- | --- | ----------------------------------------- | -------------------------------------------- | ------------------ |
| Disturbi del sistema nervoso                     | - Cefalea                                 | |                                           |                                              |                    |
| Disturbi gastrointestinali                       | - Nausea - Vomito - Dolore addominale     | |                                           |                                              |                    |
| Disturbi epatobiliari                            | - Aumento delle transaminasi (AST ed ALT) | - Iperbilirubinemia                                                                                                  | - Epatite                                 | - Epatite fulminante - Insufficienza epatica |                    |
| Malattie respiratorie, toraciche e mediastiniche |                                           | - Epistassi |                                           | - Sindrome di Churg-Strauss(1)               |                    |
| Disturbi psichiatrici(2)                         |                                           | - Disturbi del sonno - incubi - Insonnia - Irritabilità - Stato ansioso - Irrequietezza - Aggressività - Depressione | - Tremori                                 | - Allucinazioni - Ideazione suicida          |                    |
| Disturbi vascolari                               |                                           | | - Vasculiti - Disturbi della coagulazione |                                              |                    |

(1) In alcuni soggetti che fanno uso degli antagonisti recettoriali dei leucotrieni è stata segnalato un minimo aumento dell'incidenza della sindrome di Churg-Strauss., evento che può derivare dallo smascheramento di tale fenomeno autoimmune dopo la sospensione dei farmaci corticosteroidei.
(2) Nel giugno del 2009, la Food and Drug Administration (FDA) emette un box warning, per tutti gli antileucotrienici, sulla scorta delle analisi di Farmacovigilanza. In questo avviso l'agenzia del farmaco statunitense segnalava che: Tra gli eventi neuropsichiatrici segnalati, nei casi di sorveglianza post-marketing, vi sono agitazione, aggressività, ansia, alterazioni dei sogni e allucinazioni, depressione, insonnia, irritabilità, irrequietezza, pensieri e comportamenti suicidari (compreso il suicidio) e tremore.

## Controindicazioni
Il farmaco è controindicato nei soggetti con ipersensibilità nota al principio attivo, oppure ad uno qualsiasi degli eccipienti presenti nella formulazione farmaceutica.
Il farmaco è inoltre controindicato in soggetti affetti da insufficienza epatica grave, in donne in stato di gravidanza e nelle donne che allattano al seno.
La sospensione del corticosteroide a favore dell'inibitore recettoriale per i leucotrieni dovrebbe essere evitata in soggetti con notevole eosinofilia.
Zafirlukast e farmaci simili (come montelukast) non sono infatti in grado di deprimere le reazioni sistemiche sostenute dagli eosinofili.

## Dosi terapeutiche
Negli adulti e negli adolescenti di almeno 12 anni di età la dose consigliata è pari a 20 mg, due volte al giorno. In casi particolari può essere necessario aumentare la dose fino a 40 mg, sempre due volte al giorno. È comunque bene non superare questo dosaggio, che deve essere considerato la dose massima consigliata. Si deve inoltre evitare di assumere il farmaco durante i pasti, in quanto il cibo può comportare una diminuzione della biodisponibilità della molecola.
L'elevata compliance dell'assunzione orale di compresse, rende questi farmaci particolarmente adatti ai bambini e a soggetti che non tollerano l'insufflazione del preparato farmacologico.

## Interazioni
- Anticoncezionali orali: la co-somministrazione con zafirlukast non sembra determinare alcuna interazione negativa.
- Acido acetilsalicilico: la terapia concomitante con zafirlukast può comportare un aumento dei tassi plasmatici di quest'ultimo, (circa il 45%), ma è improbabile che tale incremento possa comportare effetti clinicamente rilevanti.
- Eritromicina: la co-somministrazione si associa ad una riduzione dei tassi plasmatici di zafirlukast pari a circa il 40%.
- Azitromicina, claritromicina, 14-idrossiclaritromicina: la contemporanea assunzione di zafirlukast non altera la farmacocinetica di queste sostanze.[27]
- Teofillina: la somministrazione contemporanea di teofillina e zafirlukast causa una riduzione delle concentrazioni plasmatiche dell'antileucotriene (circa il 30%), mentre i livelli plasmatici di teofillina non si alterano. In letteratura medica è però sehnalato un caso di incremento della teofillinemia fino a livelli tossici.[28]
- Terfenadina: la co-somministrazione comporta una riduzione del 54% circa dell'AUC di zafirlukast, ma non sembra alterare in alcun modo i livelli plasmatici di terfenadina. È comunque bene monitorare con attentione i pazienti che ricevono la terapia concomitante.[29][30]

## Gravidanza e allattamento
Negli studi sperimentali sugli animali, zafirlukast non ha mostrato alcun effetto apparente sulla fertilità, non ha evidenziato effetti teratogeni né tossicità fetale.
Mancano comunque dati certi sulla sicurezza d'impiego della molecola nella donna in stato di gravidanza.
Per questo motivo zafirlukast può essere utilizzato nelle donne gravide solo se ritenuto indispensabile e dopo aver attentamente valutato i rischi potenziali della terapia rispetto ai possibili benefici attesi.
Il farmaco viene escreto nel latte materno e non deve essere quindi somministrato in donne che allattano al seno.